# Olimpija
 Ovo je glavno značenje pojma Olimpija. Za nogometne klubove pogledajte NK Olimpija.
Olimpija (grčki Ολυμπία) bilo je svetište u antičkoj Grčkoj, a danas je Olimpija grad u prefekturi Elidi. Olimpija 
je najpoznatija kao mjesto na kojem su se održavale Olimpijske igre staroga doba, koje su bile usporedive jedino s Pitijskim igarama održavanima u svetištu Delfi. Obje igre održavane su kao Olimpijada (dakle svake četiri godine). Olimpijske igre održavale su se najvjerojatnije već i prije 776. godine prije Krista kada znamo na osnovi zapisa da su igre održane. 
394. godine ( točno nakon 1170 godina ) rimski car Teodozije I. Veliki zabranio je Igre, jer su suviše podsjećale na prošle mnogobožačke religije.

## Antička Olimpija
Svetište, zvano  Altis, imalo je brojne nepovezane objekte i zgrade.
Zgrade s natkrivenim svetištem (temenos) bile su; Herin Hram (Herajon), Zeusov Hram, Pelopijon i dio uz glavni oltar, gdje su se prinosile žrtve. Teren Hipodroma i kasnijeg stadiona izgrađeni su istočno od ovih objekata.
Sjeverno od svetišta nalazile su se objekti; Pritanejona i Filipejona kao i zgrade Olimpijske riznice (to su podizali pojedini grčki polisi). Južno od riznica ležao je Metron s Eko stojom na istoku. Južno od svetišta, ležale su i zgrade Južne stoje, Buleterijon, Vježbalište Olimpija, kiparski atelier Fidije, Gimnasion i Leonidajon. 
Olimpija je bila poznata i po divovskom Fidijinom kipu od slonovače i zlata boga Zeusa (Zeusov kip u Olimpiji), jednim od Sedam svjetskih čuda po Antipateru iz Sidona. 
- U neposrednoj blizini Zeusovog hrama, iskopan je 1950-ih atelje kipara Fidije.

Antički ostatci nalaze se sjeverno od rijeke Alfej i gore Kronos. Rječica Kladeos, pritoka Alfejosa teče oko područja svetišta.

## Povijest
Za povijest Olimpijskih igara pogledajte Olimpijske igre

### Svetište za neolita
Ostatci kostiju i žrtvenih predmeta sežu do X st. pr. Kr.

### Za arhaičnog doba
Prve Olimpijske svečanosti organiziralo je grad Elis u VIII. pr. Kr. - vjeruje se da su prve igre održane 776. pr. Kr.
Veće promjene odigrale su se oko 700. pr. Kr., tada je poravnan teren na borilištima. Moć grada Elisa je počela opadati tako da je početkom VII st. pr. Kr. svetište Olimpija došlo u ruke grada Pise (Piza iz Peloponeza) 676. pr. Kr. Pižani su organizirali igre sve do kasnog VII st. pr. Kr. 
Najraniji objekti na svetištu podignuti su oko 600. pr. Kr., tad su Skiluđani saveznici Pižana, podignuli Herin Hram, Zgradu Riznice, Pelopijon i Buleterijon (  VI st. pr. Kr.). Prvi stadion podignut je oko 560. pr. Kr. 580. pr. Kr., grad Elis je uz pomoć Sparte, zauzeo Pisu i preuzeo kontrolu nad svetištem.

### Igre u klasično doba
Klasični period Grčke između V i IV st. pr. Kr., bilo je zlatno doba Olimpije, tada su podignuti brojni religiozni i svjetovni objekti na svetištu.
Zeusov hram podignut je sredinom V st. pr. Kr., svojom veličinom nadmašio je sve ostale zgrade u Olimpiji podignute do tada.
Podignuti su budući sportski objekti stadium i hipodrom (za natjecanje zaprega). Zgrada - Pritanejona podignuta je sjeverozapadno od svetišta oko 470. pr. Kr.
Na kraju klasičnog razdoblja podignuti su sljedeći objekti u Olimpijskom svetištu; Metron ( oko 400. pr. Kr.  ), zgrada Eko stoa (oko  350. pr. Kr. ) i zgrada Južne stoe.

### Igre u helenističkom dobu
Pri kraju IV st. pr. Kr.  podignut je Filipejon, te zatim oko 300. pr. Kr.  najveći objekt u Olimpiji - Leonidajon, za smještaj važnih gostiju.
U to vrijeme igre su postale još značajnije, te su stoga podignuta nova sportska borilišta; Vježbalište (III st. pr. Kr.), Gimnasion (II st. pr. Kr.) i zgrade kupališta  (oko 300. pr. Kr. ). Konačno oko 200. godine pr. Kr., podignut je natkriven trijem kojom je povezan ulaz u stadion sa svetištem.

### Igre za Rimljana
Za vrijeme Rimljana igre su otvorene i svim građanima Rimskog Carstva. Tada se počelo i s obnovom objekata, pa tako i Zeusova hrama - a otpočelo se i s gradnjom novih objekata. 150. godine izgrađen je  Nimfeum (ili Exedra). Izgrađena su i Nova kupališta, kojima su zamijenjena starija Grčka iz  100.  godine, a izgrađen je i akvedukt  160.  godine.
U III st. svetište je pretrpilo ozbiljne štete nakon serije zemljotresa.
Zbog sve učestalih provala barbarskih plemena od 267.  godine, Olimpija su počeli graditi obrambene zidove od materijala sa starijih objekata na svetišu. I pored urušavanja Igara, one su se održavale sve do posljednje Olimpijade održane  393.  godine, nakon tog su carskim dekretom zabranjene. Fidijin kiparski atelier tada je pretvoren u ranokršćansku baziliku. U svetište se je naselilo kršćansko stanovništvo sve do poznog VI st.
- Nakon toga svetište je napušteno i zaboravljeno a njegovi objekti zatrpani sve do ponovnog otkrića u XIX st.[3]

## Arheološka istraživanja u Olimpiji

### Otkriće nalazišta
Točan položaj svetišta, ponovno je točno otkriven i lociran 1766. godine od strane engleskog ljubitelja starina Richarda Chandlera. Prva iskapanja u Olimpiji nisu provedena sve do 1829. godine, tada je iskapanja provela francuska znanstvena ekspedicija na Peloponez ( Expedition Scientifique de Moree).
Od 1870-ih arheološka iskapanja i zaštitu nalazišta provodi Njemački arheološki institut iz Atene. 
Prva veća iskapanja u Olimpiji otpočela su 1875. godine, koja je organizirala tadašnja Njenmačka pod vodstvom arheologa Ernst Curtius i njegovih kolega; Gustava Hirschfelda, George Treua i Adolfa Furtwänglera, njima su se pridružili arhitekti; A. Boetticher, Wilhelm Dörpfeld i Richard Borrmann. 
Oni su doveli na svijetlo dana središnje dijelove svetilišta; Zeusov hram, Herin hram, Metron, Bouleuterion, Filipejon, Echo Stoa, Riznicu i 
Palaestra. Značajni nalazi bili su; kipovi iz Zeusova hrama, Nike of Paeonius, Praksitelov kip boga Hermesa  i jako puno brončanih predmeta. Ukupno je iskopano i evidentirano 14 000 objekata. Pronađeni objekti su izloženi u muzeju izgrađenom na samom nalazištu.

### iskapanja od 1900 do 1950
Iskapanja su se nastavila smanjenim intezitetom pod vodstvom Dörpfelda, između 1908. i 1929. godine. Puno sustavnija iskapanja otpočela su 1936. u povodu  1936. Ljetna olimpijada u Berlinu pod upravom njemačkih arheologa Emila Kunzea i Hansa Schleifa. Njihova istraživanja koncetrirala su se na dio južno od stadiona, na Južnu stoju, kompleks kupališta i Gimnasion.

### iskapanja od 1950-ih do danas
Između 1952. i 1966. godine arheolozi Kunze i Schleif nastavili su svoja istraživanja, kojima se pridružio arhitekt  Alfred Mallwitz. Oni su uspjeli otkriti Fidijin atelier, hram Leonidajon i sjeverni zid stadiona.  Mallwitz je vodio iskapanja između  1972. do 1984.  i točno utvrdio mjesto gdje se nalazio Pritanejon. Od 1984. do 1996. godine radove vodi Helmut Kyrieleis, koji se više usmjerio na istraživanje ranije povijesti svetišta Olimpija, s novijim iskapanjima na Pritanejonu i Pelopionu.

## Olimpija danas
Olimpijski plamen na današnjim suvremenim Olimpijske igre pali se u Olimpiji pomoću sunca i zrcala na obnovljenom Olimpijskom stadionu te se odatle prenosi štafetom do zemlje i mjesta gdje se igre trebaju održati. Za vrijeme modernih Olimpijskih igara održanih u Atena 2004, natjecanja u ženskom streljaštvu održana su na obnovljenom stadionu u Olimpiji.

## Rast stanovništva posljednjih decenija
| Godina | Stanovništvo | Promjena     | Stanovništvo općine | Promjena   |
| ------ | ------------ | ------------ | ------------------- | ---------- |
| 1981   | 1,125        | -            | -                   | -          |
| 1991   | 1,742        | -349/-4.87%  | 11,229              | -          |
| 2001   | 1,475        | -267/-15.33% | 11,069              | -160/1.42% |

## Vanjske poveznice
- tura po Olimpiji[neaktivna poveznica]
- Harry Thurston Peck, Harper's Dictionary of Classical Antiquities, (1898):
- Olimpija - crno bijele fotografije nalazišta
- Foto galerija nalazišta Olimpija[neaktivna poveznica]
- Stari muzej u Olimpiji